# David Choquehuanca
David Choquehuanca Céspedes (Cota Cota Baja, Bolivia; 7 de mayo de 1961) es un dirigente sindical, diplomático y político boliviano de ascendencia aimara. Es el vicepresidente de Bolivia desde el 8 de noviembre de 2020 tras vencer en las elecciones presidenciales con el 55% de votos en tándem con Luis Arce como presidente, abanderado por el MAS-IPSP. Anteriormente fue ministro de Relaciones Exteriores entre enero de 2006 y enero de 2017, durante el primer, segundo y tercer gobierno de Evo Morales. Entre 2017 y 2019 también ejerció como secretario general de la alianza ALBA.

## Biografía
David Choquehuanca, nació el 7 de mayo de 1961 en la comunidad aimara de Cota Cota Baja perteneciente al municipio de Huarina, ubicado en la provincia de Omasuyos del departamento de La Paz. Vivió parte de su infancia en esta pequeña comunidad indígena, ubicada a orillas del Lago Titicaca, donde aprendió el idioma aimara como lengua materna.
Comenzó su  educación formal en 1967 en la escuela rural de su comunidad, donde aprendió a hablar el idioma español como segunda lengua a la edad de 7 años. En 1971, a la edad de 10 años, Choquehuanca se trasladó a la población de Huarina para continuar con sus estudios secundarios. Se graduó de bachiller en el año 1980, en el Colegio General José Miguel Lanza. Cabe mencionar que ya durante esta etapa de estudiante adolescente, sus profesores de ese entonces le inculcaron una formación marxista a lo largo de la década de 1970.
David Choquehuanca se trasladó a vivir a la ciudad de La Paz para continuar con su formación académica, al igual que miles y miles de jóvenes del área rural y de su misma edad que tuvieron que emigrar durante esa época a las grandes ciudades capitales por falta de oportunidades de trabajo o de estudio en su lugar de origen.
David Choquehuanca logró ingresar en 1981 a la carrera de Filosofía de la Normal Simón Bolívar (actualmente denominado Escuela Superior de Formación de Maestros Simón Bolívar), pero solo estuvo hasta primer año, preferentemente dedicado a la dirigencia estudiantil participando en varios congresos sindicales de diferente índole.
En 1990 cursó un posgrado sobre Historia y Antropología bajo el auspicio de Universidad Mayor de San Andrés (CIDES- UMSA), en La Paz.
Entre los años 2001 y 2002 cursó un diplomado superior sobre Derechos de los Pueblos Indígenas en la Universidad de la Cordillera.

### Vida dirigencial-política
Ya como dirigente estudiantil, David Choquehuanca comenzaría a participar durante la década de 1980 de varios procesos sociales políticos en diferentes congresos sindicales. Inicialmente, empezó a apoyar a las organizaciones del movimiento campesino especialmente a la Confederación Sindical Única de Campesinos de Bolivia (CSUTCB).
El año 1984, en un congreso sindical llevado a cabo por jóvenes campesinos, David Choquehuanca conocería por primera vez a Evo Morales, quien para ese año ya era un dirigente cocalero reconocido del trópico de Cochabamba.
En el año 1985, David Choquehuanca accedió a una beca concedida por Cuba para estudiar en la Escuela Nacional de Formación de Cuadros Niceto Pérez. Ese mismo año conocería también en persona a Fidel Castro.
En 1987 formó parte de una organización de base para participar con propuestas en los congresos y ampliados del Movimiento Campesino Indígena y empezó a trabajar la campaña «500 Años de Resistencia», que influyó en la recuperación de su autoestima como persona y como parte de un pueblo originario.
Desde 1998 empezó a trabajar en el Programa NINA, espacio de formación y capacitación donde fue coordinador nacional. El Programa NINA le significó una universidad, gran parte de su formación la adquirió junto a los líderes, dirigentes del Movimiento Campesino Indígena. Como consecuencia de esta relación, fue nombrado asesor de las organizaciones y de los diputados indígenas durante seis años.
Choquehuanca participó también en varios eventos internacionales como foros sociales continentales y mundiales.
El 22 de enero de 2006 fue nombrado ministro de Relaciones Exteriores por el primer gobierno de Evo Morales, en su gestión se fomentó el pachamamismo como filosofía indígena Choquehuanca fue también criticado por la contratación para la cancillería de personal sin formación provenientes de comunidades indígenas. Fue junto al ministro de economía Luis Arce, uno de los ministros que más tiempo han permanecido en el gobierno de Morales. Fue sustituido en enero de 2017 por Fernando Huanacuni, el exjefe de protocolo de la Cancillería boliviana.
De la gestión de Choquehuanca destacan sus visiones políticas del mundo a partir del pachamamismo, las tradiciones originarias y un posmodernismo conceptual que ha causado discusión y debate en las esferas políticas, uno de los elementos que han causado más controversia dentro de su pensamiento es la aseveración de que "las piedras tienen sexo" y "la papaliza es una especie de "viagra andino", además de haber logrado invertir el sentido del reloj de la plaza Murillo en la sede de gobierno en La Paz.
Durante la gestión de Choquehuanca como Canciller, se conoció la infiltración política de Estados Unidos en la Cancillería Boliviana a través de funcionarios de carrera como: Yovanka Oliden Tapia, Sergio Alberto Fernández Ruelas (infidente interno), Rubén Domingo Vidaurre Andrade entre otros, quienes entregaban información clasificada a Estados Unidos.
Choquehuanca tuvo una gestión importante en la transformación de la Cancillería y el servicio exterior desde la óptica del Movimiento al Socialismo. Sin embargo a pesar de las buenas intenciones sobre el rol indígena, los casos de corrupción en el servicio exterior, y el fracaso de la demanda boliviana ante La Haya calaron profundamente en la percepción pública de la ciudadanía. Las gestiones de Choquehuanca, sus directores y la gestión de Fernando Huanacuni fueron investigadas por la gestión de la canciller Karen Longaric, durante el interinato de Añez, debido a denuncias de corrupción y malos manejos.  
El 5 de marzo de 2017, Choquehuanca fue designado secretario general de la ALBA durante la XIV Cumbre Extraordinaria de la organización realizada en Caracas. El puesto había sido ocupado desde 2013 por el diplomático venezolano Bernardo Álvarez, fallecido el 25 de noviembre de 2016.
El domingo 8 de noviembre de 2020, David Choquehuanca juró como vicepresidente de Bolivia, emitiendo un discurso de unidad y pacificación.